# Медьер
Медье́р (фр. Maidières) — коммуна во французском департаменте Мёрт и Мозель, региона Лотарингия. Относится к кантону Дьелуар.

## География
Медьер расположен на северо-востоке Франции в 270 км к востоку от Парижа, в 27 км на юго-запад от Меца и в 26 км на север от Нанси. Соседние коммуны: Норруа-ле-Понт-а-Муссон на севере, Понт-а-Муссон на востоке, Блено-ле-Понт-а-Муссон и Жезенвиль на юге, Монтовиль на западе.

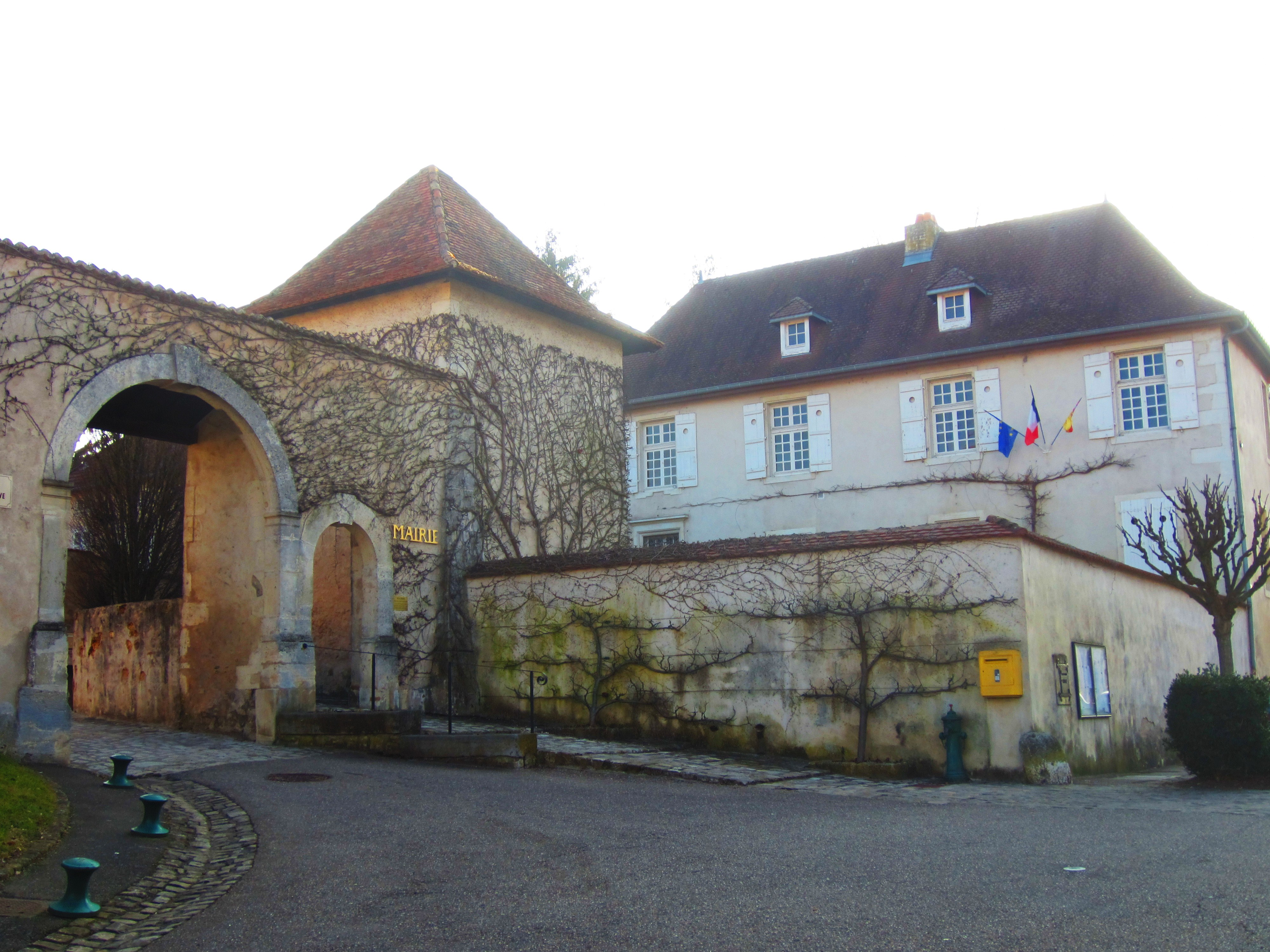
Мэрия.

## Демография
Население коммуны на 2010 год составляло 1526 человек.
| 1962 | 1968 | 1975 | 1982 | 1990 | 1999 | 2010 |
| ---- | ---- | ---- | ---- | ---- | ---- | ---- |
| 1143 | 1564 | 1571 | 1447 | 1353 | 1375 | 1526 |

## Достопримечательности
- Дом де Казенов, начало XVIII века, арх. Клод-Дагобер Мийе де Шевр, ныне — мэрия
- Замок Прошбуа, XVIII век